# Apostel (Schiffbau)
Apostel bezeichnet im Schiffbau Bughölzer bzw. Bugstücke von historischen Segelschiffen aus Holz.
Bei diesen Bugstücken bzw. Bughölzern handelt es sich um die dicht im Bug nebeneinander stehenden Spanten, die sich auf beiden Seiten des Vorstevens befinden.
Einige Quellen sehen die Bezeichnung eng mit niederländischen Schiffen (niederländisch: apostelen), wiederum andere auch mit italienischen (italienisch: apostoli) und französischen (französisch: apostres bzw. apôtres) Schiffen verknüpft.